# Szurdokpüspöki
Szurdokpüspöki är en ort i Ungern.   Den ligger i provinsen Nógrád, i den centrala delen av landet, 60 km nordost om huvudstaden Budapest. Szurdokpüspöki ligger 150 meter över havet och antalet invånare är 1 947.
Terrängen runt Szurdokpüspöki är kuperad österut, men västerut är den platt. Runt Szurdokpüspöki är det ganska glesbefolkat, med 47 invånare per kvadratkilometer. Närmaste större samhälle är Gyöngyös, 19,5 km öster om Szurdokpüspöki. Omgivningarna runt Szurdokpüspöki är en mosaik av jordbruksmark och naturlig växtlighet.